# Norio Takahashi
Norio Takahashi (født 15. marts 1971) er en tidligere japansk fodboldspiller.
Han har spillet for flere forskellige klubber i sin karriere, herunder Vegalta Sendai og Tokushima Vortis.